# Les Inséparables (album)
Pour les articles homonymes, voir Les Inséparables.

Les inséparables est le cinquième album solo de Corneille, sorti en France le 24 octobre 2011.

## Thème
Cet album, son cinquième, chanté en français, lui a été inspiré par sa paternité,, et aborde des sujets tels que : ce qu'il souhaite transmettre à son fils, le monde qu'il souhaite lui léguer, etc. Cet album a été disque d'or,.

## Titres
| No  | Titre                                                 | Durée |
| --- | ----------------------------------------------------- | ----- |
| 1.  | L'espoir en stéréo                                    |       |
| 2.  | Le jour après la fin du monde                         |       |
| 3.  | Des pères, des hommes et des frères (feat. La Fouine) |       |
| 4.  | Les simples choses                                    |       |
| 5.  | Quand Paris t'appelle                                 |       |
| 6.  | Rome                                                  |       |
| 7.  | Les inséparables                                      |       |
| 8.  | Dis-moi que tu m'aimes                                |       |
| 9.  | Au bout de nos peines (feat. Soprano)                 |       |
| 10. | Le bar des sentimentalistes                           |       |
| 11. | Mâle de cœur                                          |       |
| 12. | Tous les deux                                         |       |
| 13. | Tout ce que tu pourras                                |       |
| 14. | Le meilleur du monde (feat. TLF)                      |       |